# Gran Premi de la Indústria i l'Artesanat de Larciano 2021
El Gran Premi de la Indústria i l'Artesanat de Larciano 2021 va ser la 43a edició del Gran Premi de la Indústria i l'Artesanat de Larciano, una cursa ciclista d'un dia que es disputà el 6 de març 2021. La cursa formava part del calendari de l'UCI ProSeries 2021 amb una categoria 1.Pro.
El vencedor fou el belga Mauri Vansevenant (Deceuninck-Quick Step), que s'imposà a l'esprint als seus tres companys d'escapada. Bauke Mollema (Trek-Segafredo), Mikel Landa (Bahrain Victorious) foren segon i tercer respectivament, mentre Nairo Quintana (Arkéa-Samsic) finalitzà en quarta posició.

## Equips
L'organització convidà a 25 equips a prendre part en aquesta cursa.
| WorldTeams (9)- Astana-Premier Tech - Bora-Hansgrohe - Bahrain Victorious - Deceuninck-Quick Step - Ineos Grenadiers - Intermarché-Wanty-Gobert Matériaux - Movistar Team - Team BikeExchange - Trek-Segafredo ProTeams (10)- Androni Giocattoli-Sidermec - Arkéa-Samsic - Bardiani CSF Faizanè - Caja Rural-Seguros RGA - Delko - Eolo-Kometa - Euskaltel-Euskadi - Gazprom-RusVelo - Team Novo Nordisk - Vini Zabù Equips continentals (5)- Beltrami TSA-Tre Colli - Team Colpack-Ballan - General Store Essegibi F.lli Curia - Giotti Victoria-Savini Due - Mg.k Vis VPM Equip nacional- Itàlia |
| |

## Classificació final
| \| Classificació general \| Classificació general \| Classificació general \| Classificació general \| Classificació general \| \| Corredor \| Corredor \| Equip \| Temps \| \| \| --------------------- \| --------------------------- \| --------------------- \| --------------------- \| --------------------- \| \| 1r \| Mauri Vansevenant \| Deceuninck-Quick Step \| 4h 26' 26" \| \| \| 2n \| Bauke Mollema \| Trek-Segafredo \| + 0" \| \| \| 3r \| Mikel Landa Meana \| Bahrain Victorious \| + 0" \| \| \| 4t \| Nairo Quintana Rojas \| Arkéa-Samsic \| + 0" \| \| \| 5è \| Ide Schelling \| Bora-Hansgrohe \| + 3" \| \| \| 6è \| Gianluca Brambilla \| Trek-Segafredo \| + 4" \| \| \| 7è \| Carlos Rodríguez Cano \| Ineos Grenadiers \| + 11" \| \| \| 8è \| Alejandro Valverde Belmonte \| Movistar Team \| + 16" \| \| \| 9è \| Edward Dunbar \| Ineos Grenadiers \| + 16" \| \| \| 10è \| Vincenzo Nibali \| Trek-Segafredo \| + 16" \| \| |                             |                       |            |
| |                             |                       |            |
| Font: ProCyclingStats |                             |                       |            |
| Classificació general |                             |                       |            |
| Corredor | Corredor                    | Equip                 | Temps      |
| 1r | Mauri Vansevenant           | Deceuninck-Quick Step | 4h 26' 26" |
| 2n | Bauke Mollema               | Trek-Segafredo        | + 0"       |
| 3r | Mikel Landa Meana           | Bahrain Victorious    | + 0"       |
| 4t | Nairo Quintana Rojas        | Arkéa-Samsic          | + 0"       |
| 5è | Ide Schelling               | Bora-Hansgrohe        | + 3"       |
| 6è | Gianluca Brambilla          | Trek-Segafredo        | + 4"       |
| 7è | Carlos Rodríguez Cano       | Ineos Grenadiers      | + 11"      |
| 8è | Alejandro Valverde Belmonte | Movistar Team         | + 16"      |
| 9è | Edward Dunbar               | Ineos Grenadiers      | + 16"      |
| 10è | Vincenzo Nibali             | Trek-Segafredo        | + 16"      |